# 高知県交通

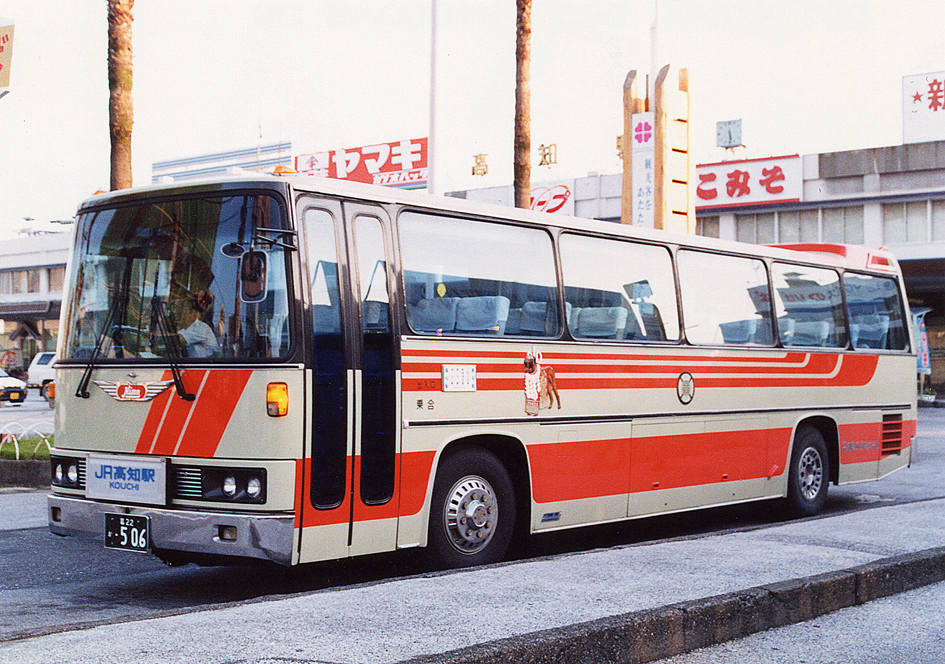
かつて運行されていた夜行バス「とさじ号」に使用されていた日野RS120型

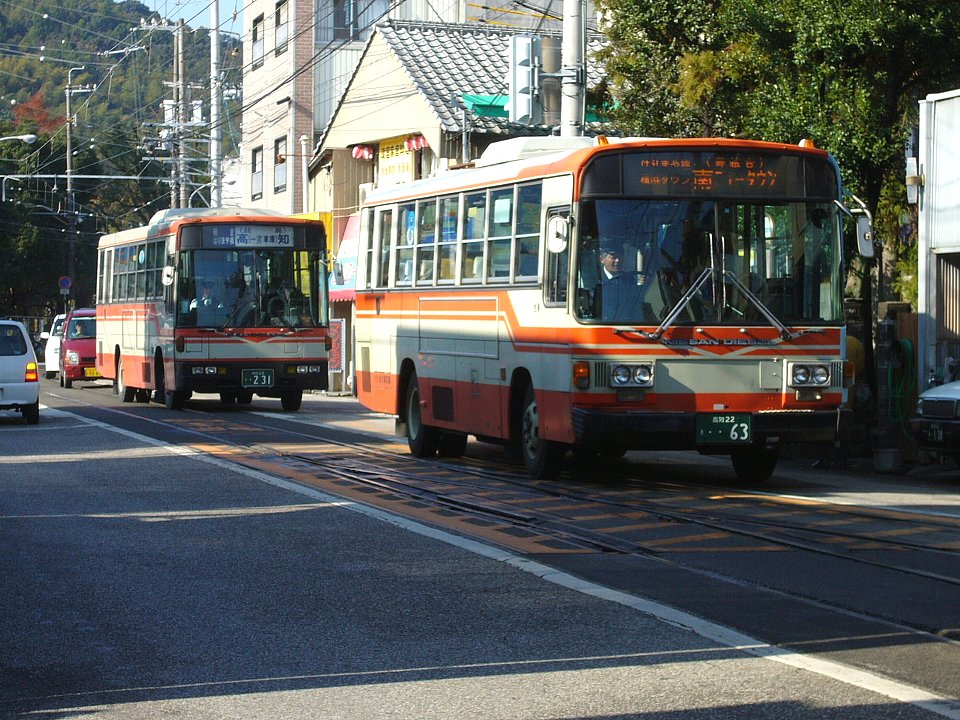
朝倉電停付近を続行運転する一般路線バス

高知県交通株式会社（こうちけんこうつう）は、かつて高知県高知市に本社を置いていたバス事業者。2014年10月1日付で土佐電気鉄道・土佐電ドリームサービスとともにとさでん交通株式会社へ事業統合した。2018年6月13日、特別清算が終結し同年6月26日に法人格が消滅した。

## 概要
かつては四国地方最大のバス事業者であり、牟岐（徳島県）から足摺岬・宿毛・大月町柏島まで、東西300km近くに及ぶ広大な路線網を擁していた。1990年代から進められた地域分社化により営業エリアは縮小されたが、とさでん交通へ統合されるまで、高知市と檮原町を直結する長大路線を持っていた。
1987年、四国のバス事業者としては初めて高速バス事業に進出した。当初は県庁前と田井を短絡する県内路線のみであったが、1990年8月に阪急バス・土佐電気鉄道との共同運行で大阪線に進出して以来、長距離都市間路線を次々に開拓し、東京から福岡に至る大規模なネットワークを持つに至った。
また貸切バス事業においても、古くから高い県内シェアを占めていた。
2009年1月25日には、土佐電気鉄道との共同で（両社の分離子会社の一部を含む）、電車・バス共通の交通系ICカード「ですか」を導入した。

## 沿革
- 1944年（昭和19年）6月1日 - 高知県の指令により野村産業株式会社のバス部門が独立し、これに同調する数社が統合し「高知県交通株式会社」を高知市堺町36番地に設立。
- 1947年（昭和22年）4月8日 - 本店を高知市種崎町35番地に移転。
- 1957年（昭和32年）9月20日 - 桂浜有料道路を開通。
- 1960年（昭和35年）7月30日 - 本店を高知市堺町33番地に移転。
- 1962年（昭和37年）11月29日 - 土佐市波介川橋でバスが川に転落。乗客ら死者4人、重軽傷者34人の事故[2]。
- 1969年（昭和44年）9月6日 - 経営不振により自社ビルを売却。本店を高知市一宮70番地の高知営業所内に移転。
- 1970年（昭和45年）12月25日 - 桂浜有料道路を高知県に300万円で譲渡。
- 1971年（昭和46年）3月23日 - 高知地方裁判所にバス会社として初めて会社更生法の適用を申請し経営破綻。このニュースは当時業界や行政に衝撃を与えた。
- 1974年（昭和49年）9月3日 - 会社更生法の適用を廃止。自主再建に乗り出す。
- 1979年（昭和54年）8月1日 - 中村営業所を中村市大橋通から同市右山の旧高知県立西南病院跡地に移転[3]。
- 1980年（昭和55年）4月7日 - トーメン団地線開業[4]。
- 1987年（昭和62年）10月8日 - 田井線に高速道路経由の系統を新設、同時に高知自動車道開通記念乗車券を発売[5]。
- 2001年（平成13年）2月 - 土佐電気鉄道（のち土佐電ドリームサービスへ移管）との共同運行で、高知市中心市街地巡回バス「よさこいぐるりんバス」を運賃100円で運行開始[6]。専用車両として小型ノンステップバスを採用し、高知県交通は日野・レインボーHR（7m車）、土佐電気鉄道は日野・ポンチョ（初代）を採用。両社とも専用塗装で導入したがレインボーHRは塗装が異なっていた。
- 2005年（平成17年）- 土佐電ドリームサービスが「よさこいぐるりんバス」から撤退、高知県交通の単独運行となる[6]。
- 2011年（平成23年）9月30日 - 利用低迷による赤字のため、同日をもって「よさこいぐるりんバス」を運行休止[6]。
- 2014年（平成26年）
  - 6月3日 - 土佐電気鉄道・土佐電ドリームサービスと同年10月1日までに統合し新事業会社を設立した後、特別清算・解散することで合意。
  - 8月13日 - 新事業会社の社名を「とさでん交通株式会社」に決定。
  - 10月1日 - 土佐電気鉄道・土佐電ドリームサービスと経営統合しとさでん交通が発足。
  - 11月1日 - 存続期間満了に伴い解散。清算会社となる。
- 2015年（平成27年）3月11日 - 高知地方裁判所の命令により、特別清算開始。
- 2017年（平成29年）2月3日 - 本社・高知営業所跡地をマルナカに売却。
- 2018年（平成30年）6月13日 - 高知地方裁判所民事部により、特別清算終結決定が確定し会社は消滅。

## バス事業の概要
以下に記すバス事業についての内容はとさでん交通への移管直前の2014年9月30日時点のものである。

### 営業所など
所在地の「高知県」は省略した。
- 本社 高知市一宮南町1-15-18
- 営業所
  - 高知営業所 本社所在地と同じ
  - 高岡営業所 土佐市高岡町乙739-1
- 出張所
  - 長浜出張所 高知市長浜783-2
  - 桂浜出張所 高知市浦戸5
  - 宇佐出張所 須崎市浦ノ内灰方4-14
  - 須崎出張所 須崎市新町2-4-10
  - 東京出張所 東京都中央区京橋二丁目5-21
- サービスセンター・案内所
  - はりまや橋サービスセンター 高知市はりまや町1-5-1デンテツターミナルビル2階（本町営業所が移転・改称）
  - 高知駅バスターミナル 高知市北本町1丁目162-2

### 車両
- 四国のバス会社では珍しく日産ディーゼル（当時、現「UDトラックス」）が多く、車体も西工(西日本車体工業)と富士重工を導入しているが富士重工製の方が多い。また日野自動車も中型車を中心に増えてきている。過去には三菱自工製も所属していた。

車両の仕様として過去には万々循環線専用に整理券器、運賃表示器を装備しない単区間仕様があったが、万々循環線がみづき循環線として経路変更となった際に全車が整理券器、運賃表示器を装備することになった。経由幕表示窓も基本は中扉の後ろ側だが、車両により前扉の後ろや中扉の前側・上側にあるものも存在した。扉仕様も現在は前・中扉仕様だが、過去には前のみや前・後扉仕様もあった。路線車は現在では系統別で使い分けている。
- 車体側面に配された土佐犬のエンブレムは県外でも広く知られている。この「闘犬」のエンブレムは1983年（昭和58年）に採用された。1977年（昭和52年）には日本で初めての国産スケルトン観光バス（日野・RS120P型）を導入し、業界内外の注目を集めた。2005年（平成17年）には日野自動車の新型セレガスーパーハイデッカー夜行高速仕様の市販第1号が納車されている。
- 2007年（平成19年）、国内最古参級の日産ディーゼル製の路線車である744号車（型式K-U31K・富士重工3Eボデー架装）について、機関の調子や冷房の効き具合が良く、今後も十分使用できることから、定期路線での使用を前提に動態保存することを決定したが、2009年（平成21年）に廃車となり解体された。この車両は1981年（昭和56年）式で、お化け方向幕と呼ばれるかまぼこ型の方向幕が飛び出した作りになっていた。

### 移管時点で運行していた高速バス路線

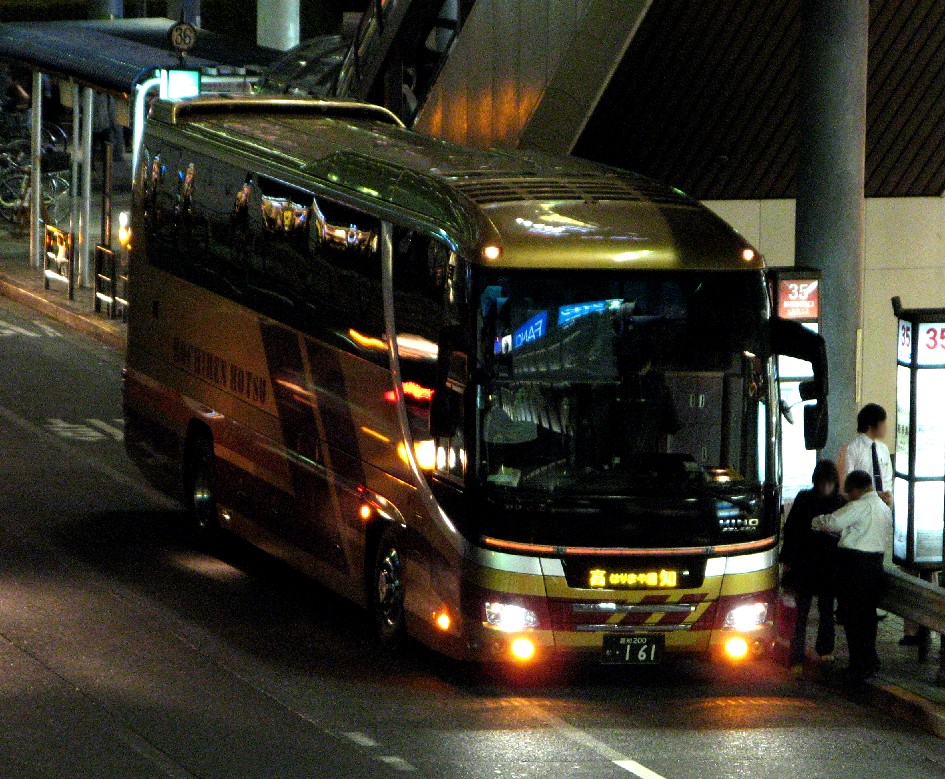
新宿駅で出発を待つ夜行用車両（ブルーメッツ号）

しまんとライナーを除く全便土佐電気鉄道との共同運行、その他の路線毎の共同運行会社は（括弧内）に記す。停留所や運行に関する詳細は各記事を参照すること。
- 高知 - 東京線（ブルーメッツ号）（小田急シティバス）
沿革
  - 1991年（平成3年）5月1日 - 運行開始。当初の東京側の運行会社だった小田急バスの入出庫を兼ねて吉祥寺まで運行されていた。
  - 2000年（平成12年）8月1日 - 東京側の運行会社だった小田急バスが小田急シティバスに路線移管、吉祥寺乗り入れ廃止。
  - 2008年（平成20年）12月1日 - 中央道経由から東名高速経由に変更し、学生割引を設定。
  - 2012年（平成24年）7月21日 - 御殿場JCT・三ケ日JCT間を新東名高速経由に変更。
  - 2014年（平成26年）10月1日 - 土佐電気鉄道と高知県交通の事業統合により、両社の担当便がとさでん交通に移管。

  - 移管以降の沿革については、とさでん交通#現行路線の項を参照のこと。

使用車両
  - 車内が独立3列シートの日野自動車セレガを使用する。運行担当は原則東京側の小田急シティバスが隔日、高知側の高知県交通と土佐電気鉄道が原則4日毎に1号車を担当する。週末等多客期には2号車を運行する場合があり、2号車は予備車の運用状況によって運行会社が変動する。お盆、年末年始等の最ピーク期にはさらなる増便が実施され、専用車両ではない一般観光バス車両（4列シート・予備車の運用状況によって3社混成運行・概ね3号車以降）によって運行される場合がある。
- ドラゴンライナー 高知 - 名古屋線
- 高知 - 京都線（京阪バス）
京都駅八条口（ホテル京阪前） - 高知駅。全席座席指定制。
沿革
  - 2002年11月8日 - 京阪バス・高知県交通・土佐電気鉄道の3社により運行開始。
  - 2005年4月25日 - 名神大山崎、名神高槻停車
  - 2009年1月 - 京阪バスのみ3列シートで運行
- よさこい号 高知 - 大阪線（阪急バス）
- ハーバーライナー 高知 - 神戸線（神姫バス）
  - 2002年3月 - 運行開始
- 龍馬エクスプレス 高知 - 岡山線（JR四国バス・両備バス・下津井電鉄）
- 土佐エクスプレス 高知 - 広島線（広交観光）
- 高知徳島エクスプレス 高知 - 徳島線（JR四国バス・徳島バス）
運行回数
  - 昼行便1日4往復。

沿革
  - 2002年3月30日 - 運行開始。
  - 2009年12月1日 - 徳島市内に「鈴江」バス停を新設。
- 黒潮エクスプレス 高知 - 高松線（JR四国バス・四国高速バス）
- ホエールエクスプレス 高知 - 松山線（伊予鉄道）
- はりまや号 高知 - 福岡線

#### 予約・発券業務のみ
- オーシャンライナー 高知 - 福山線（中国バス運行）

### 高知県交通時代に廃止された都市間バス路線
- 高知 - 高松（とさじ号、四国旅客鉄道と共同運行、高速道路の延伸により廃止）

### 運賃
土佐市ドラゴンバスは全線300円（小児100円）で、その他の一般路線は高知市内均一区間を除いて初乗り最低運賃は140円（小児70円）の対キロ制で高知市内均一区間内は200円（小児100円）である。

### 高知市内均一区間
はりまや橋を中心に旭駅、旭駅前通、奥福井、みづき坂中央、石立十字路、南河の瀬、杉井流東、比島橋、金田橋、桟橋通五丁目、高知港、西孕住宅前、北六泉寺、潮江南小通の各相互間。ただし、万々公民館通 - みづき坂中央間のみは140円（小児70円）である。

## グループ会社
- バス事業
  - 県交北部交通 高知県中部のローカル路線を担当。小型バス運行も多い。
  - 嶺北観光自動車 長岡郡・土佐郡に拠点を持つ。小型車運行が中心。
  - 高知高陵交通 須崎市・高岡郡地域の路線を担当。高知 - 梼原線を高知県交通と共同運行。
  - 高南観光自動車（現：四万十交通） 高岡郡四万十町を中心とする路線を運行。
  - 高知西南交通 四万十市・土佐清水市・宿毛市を結ぶ路線を中心に運行。足摺岬への観光輸送を担う。
  - 高知東部交通 主に安芸市以東の路線を担当。室戸岬への観光輸送を担う。
- その他
  - 県交商事 塵芥車の販売
  - 高知県交通トラベル 各種旅行企画、航空券取り扱い
  - 県交ハイヤー 高知市五台山に本社を置き、同市を中心にタクシー事業を展開
  - あしずりハイヤー 土佐清水市に本社を置き、同市を中心にタクシー事業を展開